# Эпитома сочинения Помпея Трога «История Филиппа»
Эпитома сочинения Помпея Трога «История Филиппа» (лат. Epitoma Historiarum Philippicarum Pompei Trogi) — переработка со значительными сокращениями (эпитома́) не сохранившегося исторического труда Гнея Помпея Трога. Была создана римским историком Марком Юнианом Юстином во II—III веках.

## История создания и содержание
Не сохранившаяся до наших дней «История Филиппа» (лат. «Historiae Philippicae») в 44 книгах была написана Помпеем Трогом около 7 г. н. э. Несмотря на название, данное автором, вероятно, в связи с тем, что центральное место в произведении занимала история Македонии при Филиппе и Александре, труд охватывал исторический период начиная с легендарных правителей Ассирии Нина и Семирамиды вплоть до современных Трогу времён правления Октавиана Августа. В качестве источников для книг, посвящённых древней истории Трог использовал сочинения неизвестного греческого автора. Историк К. К. Зельин с отсылкой на А. Гутшмида приводит имя Тимагена и его произведение «О царях» (др.-греч. Περὶ βασιλείων) в качестве возможного источника, однако выводит, что данный вопрос тем не менее остается открытым.
Произведение Юстина, являющее собой небольшую компиляцию обстоятельного труда, отражало читательские предпочтения Римской империи в II—III веках в пользу кратких изложений, а не обширных произведений. Возможно, это поспособствовало утрате оригинального текста Трога и уже в конце IV — начале V века н. э. такие видные литераторы, как Павел Орозий и Аврелий Августин использовали в качестве источников именно произведение Юстина, а не Трога, ставшее по словам Зельина «едва ли не самым распространенным пособием по всеобщей истории», которое переписывалось, издавалось и переводилось даже в Средние века и Новое время.
В отличие от сочинения Трога, который имел задачу привести в последовательный порядок всемирную историю (в связи с чем Юстин уважительно сравнивает его с Геркулесом в своём предисловии: «Помпей Трог [...] обладал отвагой Геракла, сделав предметом своего изучения весь круг земель»), эпитома Юстина представляет собой крайне сокращённую переработку. Юстин опускал обширные части произведения и значительно искажал оригинальный текст, оставляя лишь то, что казалось ему интересным и нравоучительным. Несмотря на это, эпитома Юстина имеет важное значение в качестве исторического источника, в особенности по эллинизму. Являясь единственным связным очерком по истории этой эпохи и, несмотря на разнообразие источников, отличаясь цельностью во всех частях повествования, этот труд позволяет проследить политическое и культурное развитие государств Античности. Также, благодаря приводимым автором многочисленным источникам, «История Филиппа» даёт возможность составить представление о греческой историографии предшествовавшего её созданию Трогом периода.
На русский язык «Эпитома сочинения Помпея Трога „История Филиппа“» была переведена А. А. Деконским и М. И. Рижским и опубликована в журнале «Вестник древней истории» в 1954 году.